# Mirela Cioabă

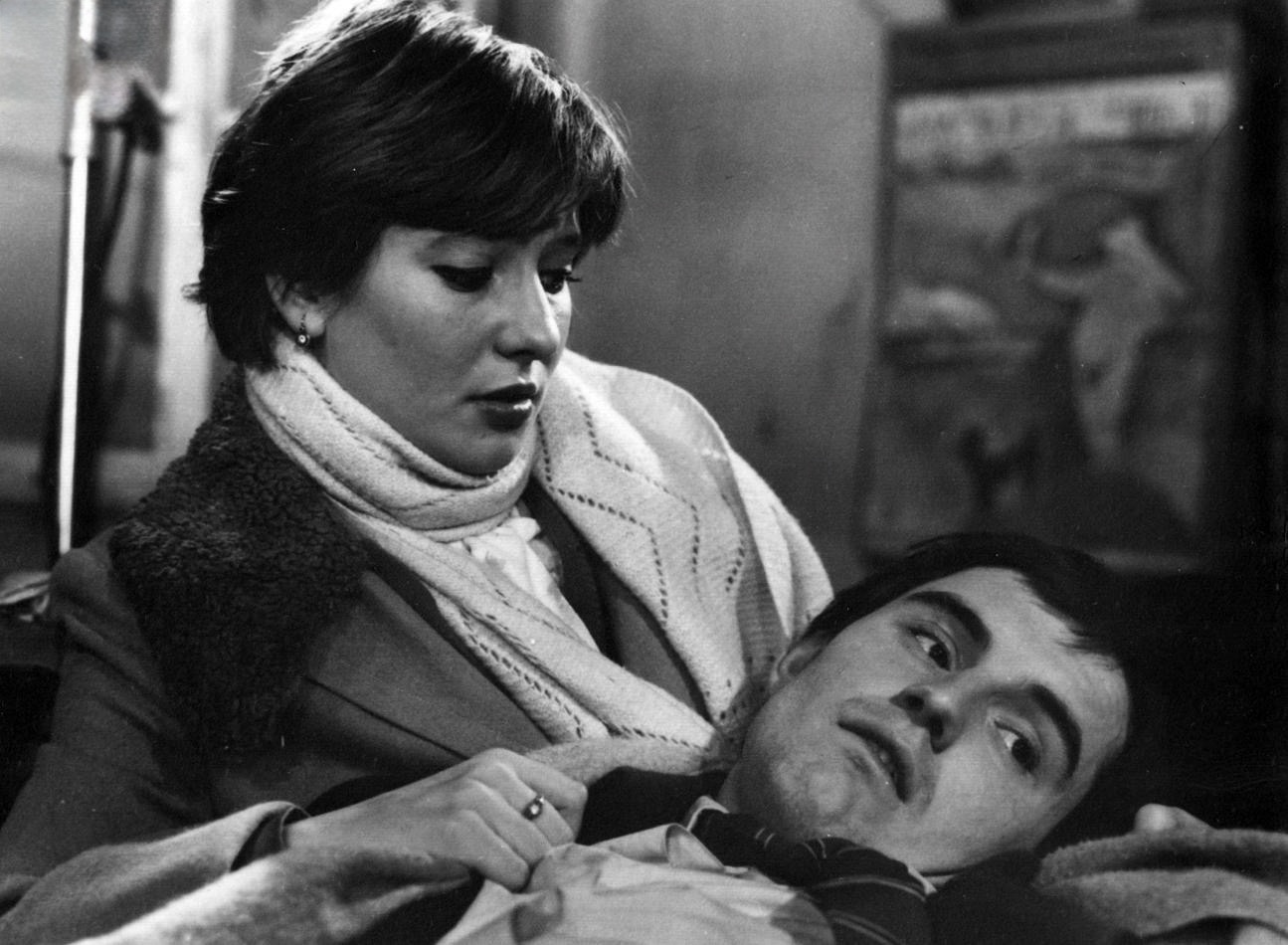
Mirela Cioabă & Dinu Manolache, Cercul în patru colțuri, IATC, 1979

Mirela Cioabă (n. Maria; n. 7 august 1955, București) este o actriță română cunoscută, interpretă de teatru și film. A absolvit Academia de Artă Teatrală și Cinematografică din București în anul 1979, la clasa profesorului Octavian Cotescu. După terminarea facultății a fost repartizată la Teatrul de Stat din Petroșani, unde a lucrat cu regizori precum Florin Fătulescu, Aureliu Manea. În anul 1982 a intrat în echipa Teatrului Național din Craiova, unde a jucat cele mai multe roluri din cariera sa teatrală, colaborând cu regizori precum Laszlo Bocsardi, Mircea Cornișteanu, Tompa Gabor, Mihai Manolescu, Vlad Mugur, Silviu Purcărete, Peter Schneider, Robert Wilson etc. 
Având „un temperament scenic care-i îngăduie să treacă ușor hotarul mobil dintre dramă și comedie”, a jucat decenii de-a rândul pe scena craioveană, în spectacole de referință, care după 1989 au intrat în palmaresul internațional al teatrului. Câteva dintre rolurile importante, cu impact asupra publicului, au fost Tamora din Titus Andronicus de W. Shakespeare în regia lui Silviu Purcărete, Casandra din Orestia după Eschil, în regia aceluiași Silviu Purcărete, Mița în D’ale carnavalului de I.L. Cragiale, în regia lui Mircea Cornișteanu, Mariska din Familia Tót de Örkény István, în regia lui László Bocsárdi, Madama Boeuf în Rinocerii de Eugène Ionesco în regia lui Robert Wilson etc.
A scris poezie, publicând în revistele vremii și în volum, iar din anul 2010 a devenit profesor de actorie la Universitatea din Craiova. A fost premiată de-a lungul carierei, atât pentru performanța actoricească, cât și pentru publicațiile sale. Într-un interviu din anul 2007 mărturisește că „poezia a fost un binecuvântat refugiu, o «ieșire din minți» în momentele grele, când simțeam că în teatru TAC".
În anul 2004 a fost decorată de Președinția României cu medalia „Meritul Cultural”, categoria Arta spectacolului. În 2018 a devenit „societar de onoare” a Teatrului Național Marius Sorescu din Craiova

## Roluri în teatru (selecție)
- Pluta meduzei, de Marin Sorescu, regia Florin Fătulescu, Teatrul de Stat Petroșani, 1980 (premieră absolută) – Femeia
- Paracliserul, de Marin Sorescu, regia Radu Dinulescu, 1981, Teatrul de Stat Petroșani (premieră absolută) – Femeia
- Jocul vieții și al morții în deșertul de cenușă, de H. Lovinescu, regia M. Cornișteanu, Teatrul Național Craiova, 1980  – Ana
- IIfigenia în Taurida, de Goethe, regia Aureliu Manea, Teatrul de Stat Petroșani, 1981 – Ifigenia
- Arca bunei speranțe, de I.D.Sârbu, regia Bogdan Ulmu, Teatrul de Stat Petroșani, 1981  – Ara
- Mobilă și durere, de T. Mazilu, regia Cristian Hadjiculea, Teatrul Național Craiova, 1988 – Lizica
- Piticul din grădina de vară de D.R. Popescu, 1988, regia Silviu Purcărete – Zambila[6]
- Ubu rex cu scene din Macbeth, de A.Jarry și W. Shakespeare, 1990, regia Silviu Purcărete – Blegoslav
- Titus Andronicus, de W. Shakespeare, 1991, regia Silviu Purcărete – Tamora
- Phaedra, după Euripide și Seneca, 1992, regia Silviu Purcărete  –  Doica
- Orestia, după Eschil, 1997, regia Silviu Purcărete – Casandra
- Timon din Atena, de W. Shakespeare, 1998, regia Mihai Măniuțiu – Phrynia
- Carnavalul bârfelor, de Carlo Goldoni, 2000, regia Vlad Mugur – Anzoleta
- O noapte furtunoasă, de I.l. Caragiale, 2006, regia Zoltan Schapira – Veta
- Hotel Baltimore, deWilson Lansday, 2013, regia Peter Schneider (SUA) – Millie
- Năzdrăvanul occidentului, de J.M. Synge, regia Laszlo Bocsardi – Văduva
- Rinocerii, de E. Ionescu, 2014, regia Robert Wilson (SUA) – Madame Boeuf
- Olimp în cârje, de Dragan Stankovici, 2006, regia Mircea Cornișteanu – Sofia[7]

## Filmografie
- Înainte de tăcere (1978)
- Din dragoste cu cele mai bune intenții (2001) – Elena
- Visul lui Liviu (2004) – Mama
- Moartea domnului Lăzărescu (2005) – Marioara, infirmiera de la Spitalul Bagdasar
- A fost sau n-a fost? (2006) – doamna Mănescu
- Marți, la 8 jumate (2015) – Rodica
- Matei, copil miner (2013) – directoarea
- Deasupra tuturor (2016) – Marieta
- Portret (2017) – Rodica

## Cărți
- În lacrima ce împresoară casa (versuri), Scrisul Românesc, Craiova, 1991
- Singurătatea eroului tragic. Eschil, Sofocle, Euripide, Editura Aius, Craiova, 2011